# Riverdejl (Čikago)
Riverdejl (engl. Riverdale) je jedna od 77 gradskih oblasti u Čikagu. Ova oblast je jedna od najjužnijih u gradu. Istočna granica je auto-put, zapadna je pruga, severna je 115-ta ulica, a južna granica je granica grada. 

## Istorija
Zemljište je bilo uglavnom močvarno početkom 19-tog veka. Prvi evropljani su se doselili u 1836. U 1852 je stvoreno drugo naselje u oblasti, zvano Kensington. U 1850-tim godinama su pruge izgrađene.
U 1922 je otvoreno mesto za prečišćavanje vode, koje radi i dan danas. U 1945, oblast je dobila veliki kompleks socialnih kuća, koje je nazvano Altgeld Gardens Housing Projekat. Tad su počelo doseljavanje većeg broja crnaca u oblast.
Stanovništvo oblasti je siromašno. U 1990. je 63% domaćinstava je živelo u bedi, dok je nezaposlenost bila 35%.

## Populacija
Demagrafski profil naselja:
- 1930: 1,486 (belci 100%)
- 1960: 11,448 (belci 9.8%, crnci 90%)
- 1970: 15,018
- 1990: 10,821 (crnci, 97.8%)
- 2000: 9,809 (crnci, 96.8%)